# Antonio López Campillo
Pour les articles homonymes, voir Lopez et Campillo.
 (juillet 2009).
Si vous disposez d'ouvrages ou d'articles de référence ou si vous connaissez des sites web de qualité traitant du thème abordé ici, merci de compléter l'article en donnant les références utiles à sa vérifiabilité et en les liant à la section « Notes et références ».
Antonio López Campillo, né à Algésiras en Espagne en 1925 et mort le 7 mai 2019, est un homme de sciences et un intellectuel espagnol.
Il a étudié la chimie à l'Université de Madrid, et fit un doctorat d'État en sciences physiques à l'Université de la Sorbonne à Paris, où il a étudié aussi la sociologie à l'École pratique des hautes études. Il a travaillé comme chercheur scientifique au Centre national de la recherche scientifique de 1957 à 1990.
De retour en Espagne, il est intervenu dans divers programmes de vulgarisation scientifique à la télévision -La isla del tesoro (L'ile au trésor), España, siglo XIX (Espagne du XIXe siècle), Cerebro y máquina (Cerveau et Machine)- et dans de nombreuses "tertulias" (discussions décontractées) à la radio et à la télévision. Il se présente comme "un piéton des principes du XXe siècle".
Outre de nombreux articles  dans des revues prestigieuses, il a publié divers livres sur plusieurs sujets :
- Cours accéléré d'athéïsme (Curso acelerado de ateísmo) (avec Juan Ignacio Ferreras). Version française :  (ISBN 2-930-39004-2)  (ISBN 978-2-930-39004-8). Éditeur : Tribord (16 mars 2004), collection Flibuste, 80 pages
- La ciencia como herejía (La science comme hérésie)
- Clones, moscas, sabios (Clones, mouches, savants)
- La caída de la casa Lenin (la chute de la maison Lénine)
- A pesar de todo se mueve (Et pourtant elle tourne)
- El genoma para peatones (Le génome pour les piétons)